# 1395 в Україні

## Події
- Скиргайло Ольгердович став Великим київським князем.
- Литовський князь Вітовт завоював Поділля.

## Засновані, зведені
- Унівська лавра
- Вишнівець
- Завалів
- Гнильче (Підгаєцький район)
- Лиса
- Меденичі
- Носів
- Пановичі
- Старий Вишнівець